# Корочкін Петро Георгійович
Петро Георгійович Корочкін (12 лютого 1920 — 28 серпня 1944) — радянський військовослужбовець, учасник Другої світової війни, командир 3-го дивізіону 139-го гвардійського артилерійського полку (69-я гвардійська стрілецька дивізія, 52-а армія, 2-й Український фронт), гвардії капітан, Герой Радянського Союзу.

## Біографія
Петро Георгійович Корочкін народився 12 лютого 1920 р. в с. Байкібашево Караідельского району Башкирської АРСР.
Росіянин. Закінчив Бірську середню школу і два курси Уфимського педагогічного інституту. Член КПРС з 1942 р. Призваний в Червону Армію Ішимбайським райвійськкоматом у 1939 році.
Учасник Другої світової війни з червня 1941 року. Закінчив Московське артилерійське училище. Воював на Західному, Сталінградському, Донському, 2-му Українському фронтах. Був поранений.
Командир дивізіону 139-го гвардійського артилерійського полку (69-я гвардійська стрілецька дивізія, 52-а армія, 2-й Український фронт) гвардії капітан П.Г. Корочкін відзначився в боях Яссько-Кишинівської операції.
Загинув 28 серпня 1944 року. Похований у м. Васлуй (Румунія).

## Подвиг
20 серпня 1944 р. сильний вогонь ворожої артилерії і мінометів зупинив просування радянських стрілецьких підрозділів. П. Г. Корочкін потай висунув дві батареї на пряму наводку і знищив ворожі гармати і міномети, чим забезпечив захоплення панівної висоти.
28 серпня у важкому бою намагався вийти з оточення противником, коли скінчилися снаряди, П.Г. Корочкін підняв артилеристів врукопашну і відновив положення. У цьому бою він загинув.
В останній сутичці з ворогом П.Г. Корочкін зі свого автомата знищив 18 фашистів.
Указом Президії Верховної Ради СРСР від 24 березня 1945 року за зразкове виконання завдань командування і проявлені мужність і героїзм у боях з німецько-фашистськими загарбниками гвардії капітану Корочкіну Петру Георгійовичу посмертно присвоєно звання Героя Радянського Союзу.

## Нагороди
- Медаль «Золота Зірка» Героя Радянського Союзу (24.03.1945).
- Орден Леніна.
- Орден Червоної Зірки (14.03.1944).
- Медаль «За оборону Сталінграда».

## Пам'ять
- Ім'ям Героя названа вулиця в м. Бірську.
- На будівлях шкіл в с. Байкібашево і в м. Бірськ, де навчався П.Г. Корочкін, встановлені меморіальні дошки.